# رینه ویسل
رینه ویسل (به انگلیسی: Reine Wisell) (زادهٔ ۳۰ سپتامبر ۱۹۴۱ در موتلا – ۲۰ مارس ۲۰۲۲) رانندهٔ مسابقات اتومبیل‌رانی فرمول یک اهل سوئد بود. او از ۴ اکتبر ۱۹۷۰ در ۲۳ گراند پری از مسابقات جهانی فرمول یک شرکت کرده بود و موفق به کسب ۱۳ امتیاز کلی و یک جایگاه بر روی سکو شده بود.